# Linda Ronstat
Linda Marija Ronstat (rođena 15. jula 1946) je penzionisana američka pevačica zabavne muzike poznata po tome što je pevala u širokom opsegu žanrova uključujući rok, kantri, operete i latino muziku. Osvojila je 10 Gremi nagrada, tri Američke muzičke nagrade, dve nagrade Akademije kantri muzike, nagradu Emi i nagradu ALMA, a mnogi njeni albumi su sertifikovani kao zlatni, platinski ili multiplatinski u Sjedinjenim Državama i internacionalno. Takođe je stekla nominacije za nagradu Toni i nagradu Zlatni globus. Dobitnik je nagrade Latino Gremi za životno delo od strane Latinske snimateljske akademije za 2011. godinu, a takođe joj je dodeljena i nagrada Gremi za životno delo Akademije za snimanje 2016. godine. Uvedena je u Dvoranu slavnih rokenrola u aprilu 2014. godine. Dana 28. jula 2014. godine nagrađena je Nacionalnom medaljom za umetnost i humanističke nauke. Godine 2019. ona je primila zajedničku zvezdu sa Doli Parton i Emili Haris na holivudskom Šetalištu slavnih za njihov rad u grupi Trio.
Objavila je preko 30 studijskih albuma i 15 kompilacija ili najvećih hitova. Ronstat je ima 38 Bilbord hot 100 singlova, od kojih je 21 bio među najboljih 40, 10 u prvih 10, tri na broju 2, a „Nisi dobar” na broju 1. Ovaj uspeh nije bio propraćen u Velikoj Britaniji, te je samo njen singl „Blu Bajou” bio među prvih 40 u UK. Njen duet sa Aronom Nevilom, „Ne znam puno”, dostigao je vrhunac na drugom mestu u decembru 1989. Pored toga, ona ima 36 albuma, 10 top 10 albuma i tri broja 1 albuma na Bilbord listi pop albuma. Njena autobiografija, Jednostavni snovi: Muzički memoar, objavljena je u septembru 2013. Debitovala je na Top 10 listi bestselera Njujork Tajmsa.
Ronstat je sarađivala sa umetnicima u različitim žanrovima, uključujući Bet Midler, Bilija Ekstajna, Frenka Zapu, Karlu Blej (Eskalator preko brda), Rosemari Kluni, Flaka Himeneza, Filipa Glasa, Vorena Zivona, Emili Haris, Grema Parsonsa, Doli Parton, Nila Janga, Pola Sajmona, Erla Šrugsa, Džonija Keša, i Nelsona Ridla. Svoj glas je posudila na preko 120 albuma i prodala više od 100 miliona ploča, što je čini jednom od najprodavanijih svetskih umetnika svih vremena. Kristofer Loudon, iz Džez Tajmsa, napisao je 2004. godine da je Ronstat „blagoslovljena sa verovatno najboljim glasnim žicama svoje generacije”.
Ronstat je svoj zadnji koncert uživo održala krajem 2009, a povukla se 2011. U decembru 2012. dijagnozirana joj je Parkinsonova bolest, zbog čega se više ne bavi pevanjem.

## Detinjstvo i mladost
Linda Marija Ronstat je rođena 1946. godine u Tusonu, Arizona, kao treće od četvoro dece Gilberta Ronstat (1911—1995), uspešnog trgovca mašinama koji je upravljao F. Ronstat Ko., i Rut Mari (Kopeman) Ronstat (1914—1982), domaćice.
Ronstat je odgajena na porodičnom ranču od 10-acre (4 ha) sa njenim bratom Peterom (koji je deset godina služio kao šef policije u Tusonu, 1981—1991), Majklom Dž. i Grečen (Suzi). Porodica je predstavljena u časopisu Porodični krug 1953. godine.
Lindin otac je poticao iz pionirske rančerske porodice u Arizoni i bio je nemačkog, engleskog i meksičkog porekla. Uticaj porodice i doprinosi istoriji Arizone, uključujući izradu vagona, trgovinu, apoteke i muziku, dokumentovan je u biblioteci Univerziteta u Arizoni. Pradeda Linde Ronstat, diplomirani inženjer Fridrih Avgust Ronstat (koji je vodio Federiko Avgusto Ronstat) emigrirao je na jugozapad (tada deo Meksika) 1840-ih iz Hanovera u Nemačkoj i oženio se meksičkim državljankom, na kraju se nastanivši u Tusonu. Godine 1991. grad Tucson je 16. marta otvorio svoj centralni tranzitni terminal i posvetio ga Lindinom dedi, Federiku Hose Marija Ronstat, lokalnom pionirskom biznismenu; on je bio proizvođač vagona čiji je rani doprinos mobilnosti grada uključivao šest uličnih kola koja su vukle mule, isporučenih 1903—04.

## Spoljašnje veze
- Linda Ronstat na sajtu  (jezik: engleski)
- Linda Ronstat na sajtu  (jezik: engleski)